# Banks (Arkansas)
Banks is een plaats (town) in de Amerikaanse staat Arkansas, en valt bestuurlijk gezien onder Bradley County.

## Demografie
Bij de volkstelling in 2000 werd het aantal inwoners vastgesteld op 120.
In 2006 is het aantal inwoners door het United States Census Bureau geschat op 117,.

## Geografie
Volgens het United States Census Bureau beslaat de plaats een oppervlakte van
1,0 km². Banks ligt op ongeveer 59 m boven zeeniveau.